# Barret Wallace
Barret Wallace (バレット・ウォーレス, Baretto Wōresu) est un personnage jouable dans le jeu de rôle publié par Square Enix Final Fantasy VII. Créé par Tetsuya Nomura, Barret est apparu dans le film Final Fantasy: Advent Children ainsi que dans d'autres publications ludiques et média de la série Final Fantasy. Dans Advent Children, Barret est doublé par Masahiro Kobayashi en japonais, Michel Vigné dans la version française et Beau Billingslea dans la version anglaise.
Le personnage de Barret est d'abord présenté dans Final Fantasy VII en tant qu'écoterroriste, à la tête du groupe AVALANCHE faisant exploser les réacteurs Mako dans la ville fictive de Midgar, afin d'amoindrir l'exploitation de la planète par la mégacorporation Shinra, gouvernement mondial de facto planétaire. Au fur et à mesure que l'histoire avance, Barret réévalue ses desseins et se concentre sur la poursuite de l'antagoniste Sephiroth dans le but de protéger la planète et l'avenir de sa fille adoptive, Marlene. Les éléments de la Compilation de Final Fantasy VII développeront plus tard son personnage, détaillant l'histoire du personnage avant et après les événements du jeu original. 
Premier personnage noir jouable de la série Final Fantasy, l'apparence de Barret et son discours parfois profane a été largement comparé à celui de l'acteur Mr.T. Il est également considéré comme la première véritable figure paternelle de la série, pour sa relation avec sa fille adoptive, Marlene. Son arc de personnage est également considéré comme une déconstruction d'une histoire de vengeance, en tant qu'ancien mineur de charbon cherchant à se venger au travers de l'écoterrorisme avant de finalement réaliser que la vengeance n'est pas une fin en soi. Le personnage a reçu beaucoup d'éloges, mais aussi des critiques et des accusations de racisme de la part de certains. 

## Conception et design
Conçu par Tetsuya Nomura, Barret était présent dans Final Fantasy VII depuis ses débuts. Au départ, le jeu devait avoir seulement trois personnages jouables, dont Barret, au côté du protagoniste Clad Strife et l'héroïne Aéris Gainsborough. Lors d'un appel téléphonique avec le directeur du projet Yoshinori Kitase, il a été suggéré qu'à un moment donné du jeu, l'un des personnages principaux devait mourir, et après de longues discussions sur le point de savoir s'il devait s'agir de Barret ou d'Aéris, les producteurs ont choisi Aéris, car ils ont estimé que la mort de Barret serait « trop évidente ».
Le nom de Barret est basé sur la translittération japonaise du mot anglais "bullet", et il a été développé avec la classe de personnage " Gunner " à l'esprit. Haut de 197 cm, il est le premier personnage jouable noir de la série, et porte une coupe de cheveux militaire, une barbe fournie et une boucle d'oreille à son oreille gauche. Sa tenue se compose d'une veste aux manches déchirées, d'un pantalon vert foncé, de bottes, d'un gant sans doigts à la main gauche et de bandes métalliques entourant son abdomen et son poignet gauche. Son bras gauche est recouvert d'une arbalète; celle-ci étant par la suite remplacée par une mitraillette Gatling prothétique (appelé un « canon de bras ») à la main droite, dont Barret parle comme étant son « partenaire » dans le jeu. Il était initialement prévu qu'il porte un médaillon autour du cou, cadeau de sa femme décédée, mais cela a été plus tard changé en un ensemble de plaques d'identité.
Lors du développement de Advent Children, Nomura a déclaré qu'en raison des comparaisons entre le design original de Barret et Mr.T, ils ont décidé de prendre une direction différente pour le film, mettant en œuvre la suggestion du co-réalisateur Takeshi Nozue de lui donner des cornrows en guise de coiffure, tandis que Nomura a dessiné son visage. L'artiste Yusuke Naora a également influencé le design, développant sa tenue, qui devait être à l'origine une salopette blanche, avant de lui faire porter un gilet rembourré. Le tatouage du bras de Barret a également été changé, bien qu'il ait conservé le motif « crâne et feu » de l'original. D'autres aspects de sa conception impliquaient la perte des bandes métalliques autour de son corps, une manche blanche s'étendant du milieu de son avant-bras droit à son coude attachée par des sangles, une bande noire sur son avant-bras gauche et une chemise en résille qui se termine par des fibres déchirées sous sa taille. Les plaques d'identité ont été modifiées en une balle de pistolet et un médaillon au bout d'une chaîne autour du cou, et trois anneaux ont été rajoutés à sa main gauche. Son canon de bras a été modifié en une main prothétique robotique, développée par Nomura, la seule ligne directrice étant « un énorme pistolet exagéré qui se transforme d'une manière imposante et exagérée ». Nozue a déclaré que ces détails rendaient difficile le travail et a décidé de cacher autant que possible la séquence de transformation de la main dans le pistolet. Son design dans Advent Children devait également être utilisé pour le remake de Final Fantasy VII. Cependant, le personnel a ensuite décidé de donner un nouveau look à chaque personnage.
Au moment de choisir l'acteur pour le doublage du film, Nomura a d'abord hésité à prendre Masahiro Kobayashi pour le rôle de Barret ou lui confier un autre personnage, Loz. Kobayashi décrit son interprétation de Barret come « brute [...] mais aussi constante et unique » pour garder son côté « personnage haut en couleurs avec un but positif en tête. » Il a tenté de lui prêter une voix caverneuse, respirant la confiance en soi, bien qu'il lui fût de temps à autre demandé « de monter dans les aiguës. »
Dans le remake, Square voulait montrer Barret comme une personne mature, par contraste avec le jeune Clad lorsqu'il interagissait avec les autres. Dans le doublage anglais du remake de Final Fantasy VII, John Eric Bentley a prêté sa voix au personnage. Lors de la localisation du jeu, Bentley ne connaissait pas le contexte exact dans lequel il devait incarner Barret mais était sûr que cela avait à voir avec le remake du jeu. Bentley a fait des recherches afin de donner corps à Barret correctement. Il a été aidé par les traducteurs de la version japonaise qui lui ont donné le contexte des scènes qu'il devait enregistrer. Pour lui, l'un des plus grands défis de son travail était la « représentation » et affirmait que Barret était plus qu'un personnage unidimensionnel. En ce qui concerne la mission de détruire le réacteur mako 5 dans l'histoire, Square avait pour objectif de montrer Barret comme un leader compétent pour AVALANCHE ainsi que de montrer comment sa relation avec Clad s'est améliorée.

## Apparences

### Final Fantasy VII
Vu pour la première fois dans Final Fantasy VII en 1997, Barret est représenté comme le chef de l'organisation écoterroriste AVALANCHE. Situé dans la ville de Midgar, son groupe s'oppose à la société dirigeante, Shinra, et à leur exploitation de l'énergie « Mako » comme source d'énergie, croyant qu'elle tue la planète. À cette fin, AVALANCHE détruit les réacteurs Mako de la ville, dans le but précis de sauver la planète. Quand le jeu commence, ils viennent d'embaucher le mercenaire Clad Strife à la demande de son ami d'enfance et membre d'AVALANCHE, Tifa Lockhart. Après la mort de plusieurs membres d'AVALANCHE, Barret suit Clad hors de Midgar à la poursuite de l'antagoniste du jeu, Sephiroth.
En chemin, Barret rencontre un ancien ami, Dayne, armé d'une manière similaire à lui, qui oblige Barret à le combattre. Après avoir été vaincu par Barret, Dayne se suicide. Grâce à des flashbacks, il est révélé que Shinra avait voulu construire un réacteur Mako dans sa ville natale, Corel, une idée préconisée par Barret. Cependant, en raison d'un accident à l'usine, Shinra a dû raser la ville, tuant la femme de Barret dans le processus, et obligeant Barret et Dayne à fuir avec la fille de Dayne, Marlene. Pris au piège, Dayne glissa d'une falaise et Barret lui attrapa la main, mais un soldat de la Shinra ouvrit le feu et amputa respectivement les mains droite et gauche de Barret et Dayne, faisant tomber ce dernier dans la falaise, laissant croire à son décès. Barret a adopté Marlene comme sa propre fille, a reçu une greffe « d'adaptateur » à son bras pour y enclencher des armes prothétiques pour l'aider dans son combat contre Shinra, puis a fondé AVALANCHE. La mort de Dayne l'amène à admettre que sa rancune envers Shinra est uniquement par vengeance, sous couvert de revendications pour « sauver le monde » uniquement pour se convaincre qu'il se battait pour le bien de tous. Barret change finalement son objectif pour réellement sauver la planète, le faisant pour le bien de Marlene, et il aide Clad et ses alliés à vaincre Sephiroth pour empêcher la destruction de la planète.
Les premières ébauches des antécédents de Barret présentaient des différences légères, telles que Marlene étant la fille biologique de Barret et sa femme exécutée devant lui par un dirigeant de Shinra alors indécis. L'attaque de Corel a été initialement écrite pour être due à la découverte de l'énergie Mako et au désir de Shinra de garder son existence secrète. Ses retrouvailles avec Dayne étaient également différentes, écrites pour aboutir à un duel entre les deux dans les ruines de Corel, tandis que Clad et les autres se battaient pour enquêter sur les soldats de Shinra. 

### Compilation de Final Fantasy VII
Barret apparaît dans Before Crisis: Final Fantasy VII, une préquelle de 2005 basée sur Final Fantasy VII, qui montre les événements avant la destruction de Corel. Il aide les protagonistes du jeu, les Turcs, à défendre le réacteur Mako, croyant que c'est l'avenir de la ville. Il est révélé que le réacteur est attaqué par le groupe original AVALANCHE, qui est à l'origine de l'attaque de Shinra contre la ville. Ignorant leur implication, Barret utilise leurs idéaux pour former sa propre branche du groupe.
En 2005, Barret est apparu dans le film Advent Children, qui relate les événements deux ans après la défaite de Sephiroth. Barret place Marlene aux soins de Tifa, parcourant le monde pour reconstruire l'infrastructure de la planète et trouver des sources d'énergie alternatives pour remplacer le Mako. Il revient plus tard pour aider à combattre les ennemis dans le film, les Remnants et combattre la créature invoquée Bahamut SIN. Il apparaît plus tard dans un petit rôle dans le jeu vidéo 2006 Dirge of Cerberus: Final Fantasy VII, qui se déroule un an après Advent Children, où il aide le protagoniste Vincent Valentine à empêcher Omega WEAPON de détruire la planète. 
Un roman court intitulé « Case of Barret » est sorti en 2007 exclusivement pour l'édition DVD « Limited Edition Collector's Set » de Advent Children . Écrit par Kazushige Nojima dans le cadre de la série On the Way to a Smile, il relate les événements entre Final Fantasy VII et Advent Children, examinant la réaction de Barret à son arme et sa conviction qu'elle a fait de lui un monstre. À la fin de l'histoire, Barret rend visite au créateur de l'adaptateur à son poignet et reçoit la combinaison prothétique main / pistolet vue dans le film, estimant que bien qu'il ait besoin d'une main, il a également besoin d'une arme pour empêcher les autres d'avoir à se battre. Il décide alors de retourner auprès de Marlene.

## Réception critique
Pat Holleman, dans son livre Reverse Design: Final Fantasy VII (2018), considère l'histoire de Barret comme un exemple évident du « thème central de la survie tragique » du jeu et de « la déconstruction d'une histoire de vengeance » en ce sens qu'elle « démantèle l'idée de vengeance d'une manière perspicace. » Ceci est présenté à travers la destruction par Shinra de sa ville natale, Barret cherchant à se venger au travers l'écologisme militant avant de finalement réaliser que la vengeance n'est pas la bonne motivation, et la sauvegarde d'un avenir pour sa fille adoptive Marlene qui est le seul lien survivant avec son passé. William Hughes de l'AV Club note que Barret et sa cellule terroriste AVALANCHE sont l'un des rares exemples de « terroristes héroïques de la culture pop» dans les jeux vidéo, gardant le jeu politiquement pertinent dans un monde après les événements du 11 septembre.[réf. nécessaire]
Les comparaisons de Barret avec Mr. T dans les médias ont abouti à la fois à des éloges et à des critiques,,, la plupart des critiques accusant le personnage de servir de stéréotype racial négatif des Afro-Américains. IGN a soutenu ce point, avançant son utilisation de « l'argot guindé » et déclarant que le personnage se démarque parmi les acteurs parce que « son dialogue est écrit comme s'il était passé par un traducteur ébonique cassé », soulignant en outre une tendance des jeux japonais à appliquer ce dialogue aux personnages selon leur couleur de peau. Le journaliste Jeremy Parish a convenu que le personnage était raciste, bien qu'il ait pris en compte les écarts culturels entre le Japon et les États-Unis, ainsi que le manque de traducteurs américains pour Final Fantasy VII pourraient avoir été des facteurs contributifs, arguant que la ressemblance entre Barret et Mr. T était peut-être une tentative de créer un personnage qui plaise aux Américains, comme l'a fait l'acteur.
En revanche, sur 1UP.com, Parish a plaidé en faveur de Barret, notant qu'en apparence, il semblait être le « pire stéréotype qui soit », mais aussi un grand personnage complexe, ayant pris « des décisions difficiles dans sa vie, et étant angoissé par ses pertes. » Parish est allé plus loin en décrivant Barret comme « la première vraie figure paternelle que la série [ Final Fantasy ] ait jamais vue », soulignant sa relation avec sa fille adoptive. Le responsable du contenu de RPGamer, Shawn Bruckner, a poussé la discussion plus loin, arguant que les affirmations selon lesquelles la présentation de Barret était raciste simplifiaient à l'extrême la représentation du personnage, et a déclaré que même s'il était dans certains aspects un stéréotype, dans d'autres, comme sa compassion envers sa fille ou sa culpabilité à l'égard de ses actions passées, il ne l'était pas. Il a ajouté que Barret « nous montre qu'un homme noir parlant en l'argot « ébonique »n'est pas quelque chose à craindre, » et que son portrait n'était pas raciste, au contraire.
Malgré leurs critiques, IGN a classé Barret quatrième sur leur liste des meilleurs personnages acolytes dans les jeux vidéo en 2006, déclarant qu'il avait « pris d'assaut le monde du jeu vidéo » lors de son introduction et notant que son portrait était également attrayant, ajoutant que son passé en faisait visiblement caractère fidèle. Joystiq l'a nommé l'un des vingt personnages de la franchise Final Fantasy qu'ils souhaitaient voir dans le jeu de combat Dissidia Final Fantasy de Square Enix, notant une préférence pour son enclin au blasphème et citant ses capacités de combat comme adaptées au jeu. Edge a salué l'introduction de Barret comme quelque chose de « nouveau » dans la série, citant à la fois l'utilisation d'une arme à feu et d'un personnage « distinctement noir », et le décrivant en outre comme un « pseudo-clin d'œil » à des personnages armés de la même manière, tels que Mega Man ou Samus Aran, qui en revanche étaient soit des robots, soit protégés par une armure.
La représentation de Barret dans le remake de Final Fantasy VII a été saluée par Siliconera en raison de ses interactions constantes avec Clad et Tifa, ainsi que de la façon dont il est plus humanisé lorsque Marlene est en danger. En conséquence de quoi, le site pense que Square a donné au personnage un bon potentiel pour son rôle dans les prochains opus du remake.